# Davide Prosperi
Davide Prosperi (Milano, 6 ottobre 1972) è un biochimico italiano. È professore ordinario di biochimica e direttore del Centro di Nanomedicina presso l'Università di Milano Bicocca. Dal 27 novembre 2021 è presidente della Fraternità di Comunione e Liberazione, primo laico a succedere a mons. Luigi Giussani.

## Biografia
Laureato in Chimica, tra il 2003 e il 2008 è ricercatore presso l'Istituto di Scienze e Tecnologie Molecolari del CNR. Nel 2008 si trasferisce al Dipartimento di Biotecnologie e Bioscienze dell'Università di Milano Bicocca. È sposato e padre di quattro figli.
Nel 2011 è stato nominato vicepresidente della Fraternità di Comunione e Liberazione durante la presidenza di don Julián Carrón. A seguito delle dimissioni di Carròn, in base allo Statuto della Fraternità il prefetto del Dicastero per i Laici, la Famiglia e la Vita, cardinale Kevin Farrell, ha riconosciuto a partire dal 27 novembre 2021 la funzione di presidente della Fraternità a Prosperi. Negli anni successivi, Prosperi ha dato conto delle udienze svolte con Papa Francesco mediante comunicazioni pubbliche.

## Opere (parziale)
- Prefazione a Luigi Giussani, Una rivoluzione di sé. La vita come comunione (1968-1970), Milano, Rizzoli, 2024, ISBN 978-88-3181-5932.
- Prefazione a Luigi Giussani, Un volto nella storia. Il compito della Chiesa nel mondo (1969-1970), Milano, Rizzoli, 2025, ISBN 9788817195768
- Postfazione a Luigi Giussani, Il miracolo dell’ospitalità. Conversazione con le Famiglie per l’accoglienza, Milano, Piemme, 2025, ISBN 978-88-566-9896-1
- Introduzione a C. Giojelli (a cura di), Chiedimi se sono felice. Famiglie e disabilità, Un'amicizia che accompagna per sempre, Castel Bolognese, Itaca, 2021, ISBN 9788852607004.